# Carol Reed
Sir Carol Reed (30 tháng 12 năm 1906 - 25 tháng 4 năm 1976) là một đạo diễn điện ảnh người Anh nổi tiếng với Odd Man Out (1947), The Fallen Idol (1948), The Third Man (1949) và Oliver! (1968). Với Oliver!, ông đã nhận được giải Oscar cho đạo diễn xuất sắc nhất.
Odd Man Out là phim đầu tiên nhận giải BAFTA cho phim Anh hay nhất; nhà làm phim Roman Polanski đã nhiều lần coi đây là bộ phim yêu thích của ông. The Fallen Idol đã giành được giải BAFTA thứ hai cho phim Anh hay nhất. Viện phim Anh bình chọn The Third Man bộ phim Anh vĩ đại nhất của thế kỷ 20.